# Francisco Javier Iruarrizaga Amarika
Francisco Javier Iruarrizaga Amarika, també conegut com a Iru, és un exfutbolista basc. Va nàixer a Areatza el 4 d'octubre de 1962, i ocupa la posició de porter. És germà d'Aitor Iruarrizaga Amarika, que també era porter i emprava el malnom d'Iru.

## Trajectòria
De l'Arratia passa al juvenil de l'Athletic Club, i el 1981 al Bilbao Athletic. Durant cinc temporades serà el porter titular del filial basc, que militava entre la Segona i la Segona B.
A la temporada 86/87, Andoni Zubizarreta marxa al FC Barcelona, i la porteria basca és ocupada per Biurrún, mentre la posició de segon porter passa a ser d'Iru, que puja al primer equip. Durant quatre temporades romandrà en esta plaça, tot jugant només un parell de partits per temporada. Quan el 1990 Biurrún deixa l'equip, Iru es fa amb la porteria de San Mamés, tot jugant 37 partits. A l'any següent en juga 16, sent desplaçat per Kike Burgos.
L'estiu de 1992 deixa l'Athletic i fitxa pel CA Osasuna, on és suplent de Roberto i tan sols apareix en dos ocasions. A la temporada següent baixa dues categories per recalar a l'Elx CF, de la Segona B. Al conjunt valencià, el porter recupera la titularitat, que mantindrà fins a la seua retirada el 1998, després de jugar la darrera a la Segona Divisió.